# Karen Viggers
Œuvres principales
The Stranding
The lightkeeper's wife
The Grass castle
The Orchardist's Daughter
Karen Viggers, née à Melbourne, est une vétérinaire, biologiste et romancière australienne. Elle est en particulier connue pour les romans The Stranding, The lightkeeper's wife, The Orchardist's Daughter et The Grass castle. Ses romans connaissent plus particulièrement le succès en France.

## Biographie
Karen Viggers naît à Melbourne et grandit dans les monts Dandenong, à Healesville. Elle retourne à Melbourne pour ses études de vétérinaire. après sa thèse à l'université nationale australienne, elle se spécialise dans la faune sauvage, plus particulièrement la faune endémique australienne et antarctique,.
Elle épouse un biologiste de l'université nationale australienne, David, avec qui elle a deux enfants. 

## Carrière professionnelle
Durant sa carrière de biologiste, Karen Viggers écrit plusieurs articles, entre autres :
- (en) Karen Viggers, David B. Lindenmayer, R. B. Cunningham et C. F. Donnelly, « The effects of parasites on a wild population of the Mountain Brushtail Possum (Trichosurus caninus) in south-eastern Australia », International Journal for Parasitology (en), vol. 28, no 5,‎ 12 mai 1998, p. 747-755 (ISSN 0020-7519, DOI 10.1111/mms.12608, lire en ligne)
- (en) Sam C. Banks, Jean Dubach, Karen L. Viggers et David B. Lindenmayer, « Adult survival and microsatellite diversity in possums: effects of major histocompatibility complex-linked microsatellite diversity but not multilocus inbreeding estimators », Oecologia, vol. 162, no 2,‎ février 2010, p. 359-370 (ISSN 1432-1939, DOI 10.1007/s00442-009-1464-0, lire en ligne)
- (en) D. B. Lindenmayer et Karen Viggers, « Tool use by the Sandstone Shrike-thrush Colluricincla woodwardi », Corella, vol. 35, no 2,‎ 14 octobre 2010, p. 59- (ISSN 2203-4420, lire en ligne)
- (en) Peter D. Shaughnessy, Robert Jones et Karen Viggers, « On the size of crabeater seal, Lobodon carcinophaga, pups », Marine Mammal Science (en), vol. 35, no 4,‎ 8 mai 2019, p. 1653-1658 (ISSN 1748-7692, DOI 10.1016/S0020-7519(98)00022-8, lire en ligne)

## Œuvre littéraire
Le mari de Karen Viggers, David, lui suggère de mettre sa carrière de biologiste à temps partiel pour pouvoir se consacrer à l'écriture.
En 2008 paraît le premier roman de Karen Viggers, The Stranding, traduit en français sous le titre La maison des hautes falaises, dont l'action a pour cadre les côtes méridionales de l'Australie, jadis haut lieu de la chasse à la baleine,.
Le second, The lightkeeper's wife, traduit sous le titre français La mémoire des embruns, a pour cadre la Tasmanie, l'île Bruny, mais évoque également largement l'Antarctique, plus particulièrement le territoire antarctique australien et les missions scientifiques qui lui sont associées,. Ce roman est particulièrement couronné de succès en France, où Le Figaro le qualifie de « petit miracle » ; plus de cent mille exemplaires sont vendus en six semaines et un demi-million à terme, contre dix fois moins en Australie.
En 2014 paraît le roman The Grass castle, en français le murmure du vent, dont l'action se déroule dans les monts Brindabella et a notamment pour sujet la relation entre l'homme et le kangourou, notamment en tant qu'espèce invasive,.
Le romanThe Orchardist's Daughter, dont l'action se déroule dans les forêts d'eucalyptus du sud de la Tasmanie, paraît en 2019 et réutilise un des personnages de The lightkeeper's wife. Traduit en français sous le titre Le bruissement des feuilles, il met moins en scène des espèces animales que les trois autres romans, bien que la menace pesant en particulier sur les aigles de Tasmanie soit évoquée. Les thèmes principaux en sont plutôt la violence familiale et la masculinité toxique,.

## Récompenses et distinctions
La Mémoire des embruns, version française de The lightkeeper's wife, reçoit le prix Les petits mots des libraires.